# Завалівська загальноосвітня школа І–ІІІ ступенів
Завалівська загальноосвітня школа І-ІІІ ступенів - середній освітній заклад у с. Завалів Підгаєцького району Тернопільської області.

## Історія
Перша згадка про Завалівську школу датується 1759 роком, то була двокласова дерев'яна школа. У 1886 році вона згоріла і на її місці побудовано одноповерхову чотирикласову школу.
До 1850 року директором і учителем школи був Володимир Стеткевич, після нього - Курман, до 1892 року. Потім школою завідували один за іншим пані Філяс, Вельґер, Станислав Кнопп. У 1904 році до Завалова прийшов учителювати Іван Слободяник, з села Заздрість, але його перевели до Бекерсдорфу. За ним шкільним директором і учителем став пан Масляк.
У 1926 році Завалівській школі надано дозвіл навчати українською та польською мовами, дозволено так звану утраквістичну школу.
За польського панування директорами школи були Ольга Кордас, потім її чоловік, Станислав Кордас (до 1939 року).
У 1939 році школу збільшено, термін навчання складав 7 років. Директором у 1939-1941 рр. був Кипчак. У 1941-1944 рр. директором був Микола Клюба, а учителювали Бартків Богдан, Юлія Шкіра, Марія Вергун. До 17 вересня 1939 року в селі функціонувала семирічна школа, в якій навчалося 210 учнів.
Після вигнання німецьких загарбників, школа відновила свою роботу як Завалівська чотирирічна початкова школа, яку очолила Теліщук Ганна Микитівна.
У 1946-1947 рр. школа стала називатися семирічною. Директором був Непийвода Іван Петрович.
У 1950-1951 рр. школа стала середньою, було відкрито восьмий клас. Директор - Марченко Надія Яківна.
У 1952-1953 рр. директором школи став Лагошняк Дмитро Васильович. У цьому році відбувся перший випуск учнів з середньою освітою. Завучем школи протягом 25 років була Марія Йосипівна Фостій - заслужена вчителька Української РСР, депутат верховної ради УРСР, відмінник народної освіти, кавалер ордена Трудового Червоного прапора та медалі ім. Макаренка.
31 серпня 1978 року відкрите нове приміщення школи, розраховане на 650 учнів. Головний інженер - Е.М. Гаркуша, головний архітектор проекту - П.Е. Лабинська. У приміщенні старої школи, в якій вчилися учні до 1978 року, розмістилася сільська амбулаторія.
У 2018 році завершено проект з комплексної термомодернізації приміщення школи.
У школі навчаються діти із сіл Завалів, Яблунівка, Угринів, Затурин, Середнє, Маркова, Носів, Лиса, Пановичі.

## Гімн школи
Слова учнів вокального ансамблю 2011 року, музика Й.Окенгейма.

## Директор(к)и школи
- Володимир Стеткевич - до 1850
- Курман - до 1892
- пані Філяс
- Вельґер
- Станислав Кнопп
- пан Масляк
- Ольга Кордас
- Станислав Кордас - до 1939
- Кипчак - 1939 - 1941
- Микола Клюба - 1941-1944
- Теліщук Ганна Микитівна
- Непийвода Іван Петрович - 1946-1947
- Марченко Надія Яківна - 1950-1951
- Лагошняк Дмитро Васильович - 1952-1953
- Чистух Володимир Ярославович 1995-2000
- Іванців Надія Ярославівна - 2014 - 2015
- Корба Оксана Сергіївна

## Шкільне життя
З 1995 року у школі діє молодіжне товариство "Соколи". Двічі на рік (навесні та восени) проводиться "Сокільський вишкіл".
У приміщенні школи функціонує музей.

## Відомі випускники
- Українська поетка Оксана Сенатович
- Учасник національно-державницького руху, поет, автор самвидаву, підприємець, меценат Рокецький Володимир Юліанович